# Typhlodromips mistassini
Typhlodromips mistassini är en spindeldjursart som först beskrevs av Chant och Hansell 1971.  Typhlodromips mistassini ingår i släktet Typhlodromips och familjen Phytoseiidae. Inga underarter finns listade i Catalogue of Life.